# بخش بادورا، شهرستان هوبارد، مینه سوتا
بخش بادورا (به انگلیسی: Badoura Township) یک منطقهٔ مسکونی در ایالات متحده آمریکا است که در شهرستان هابارد، مینه‌سوتا واقع شده‌است.
 بخش بادورا ۹۴٫۵ کیلومتر مربع مساحت و ۱۰۱ نفر جمعیت دارد و ۴۳۱ متر بالاتر از سطح دریا واقع شده‌است.